# آلبرت آصلانیان
آلبرت آرتمی آصلانیان (ارمنی: Ալբերտ Արտեմի Ասլյան؛ زاده ۵ اکتبر ۱۹۲۲ - درگذشته ۲۳ اوت ۲۰۰۳) نقاش پوستر اهل ارمنستان بود.

## زندگی‌نامه
وی در ۵ اکتبر ۱۹۲۲ در آلاوردی در به دنیا آمد و از انستیتو دولتی هنرهای زیبا و نمایشی ایروان (۱۹۵۲) فارغ‌التحصیل گشت. وی همچنین برنده جوایزی همچون نقاش شایسته ارمنستان شوروی شد. وی در ۲۳ اوت ۲۰۰۳ در سن ۸۰ سالگی در ایروان درگذشت.